# Thomas Loibl

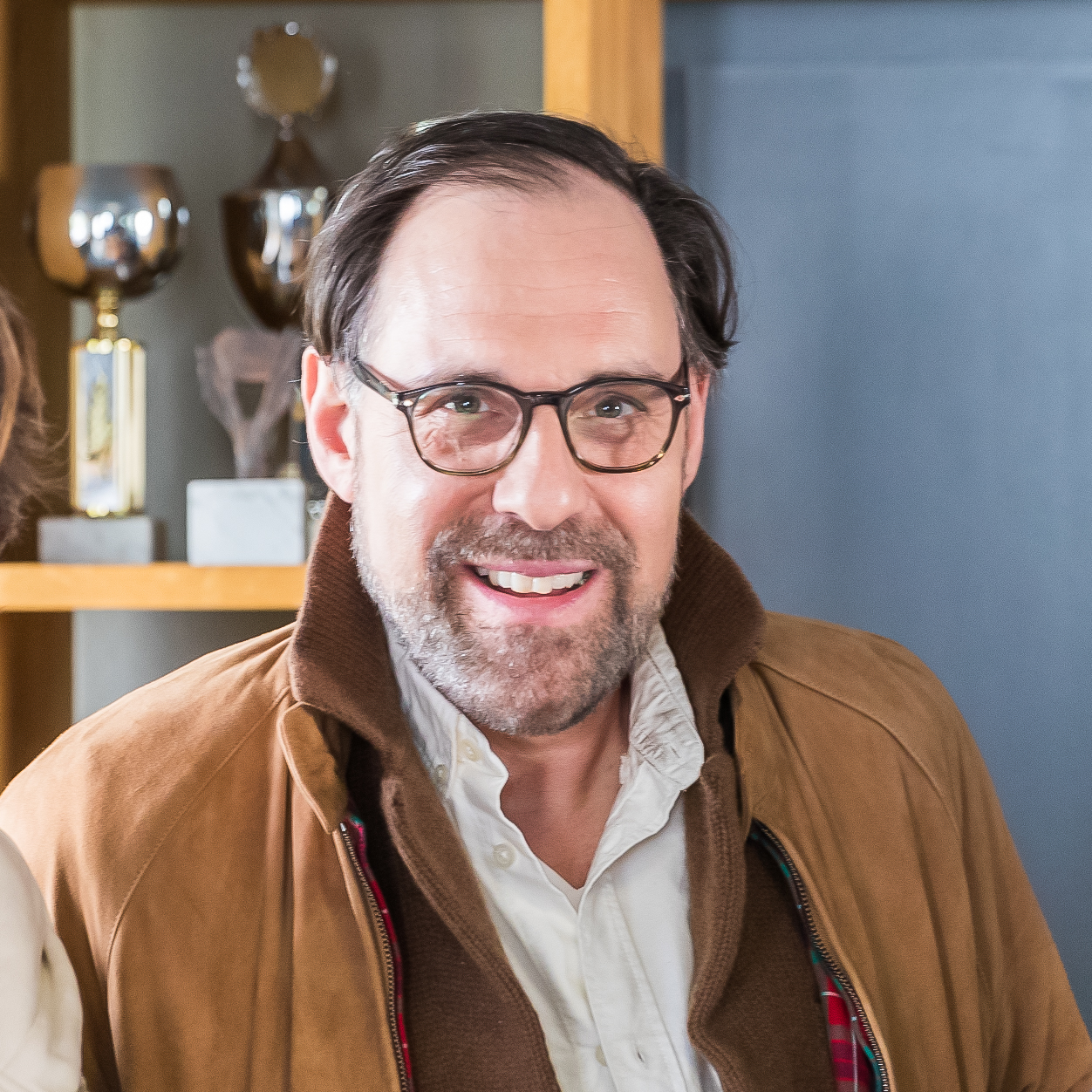
Thomas Loibl (2024)

Thomas Loibl (* 26. Juni 1969 in Brüggen) ist ein deutscher Schauspieler.

## Leben
Thomas Loibl wurde in Brüggen am Niederrhein geboren. Sein Vater war Maler und arbeitete später als Versicherungsmakler. Bereits im Alter von zehn Jahren begann Loibl in einer Laienspielgruppe Theater zu spielen.

### Ausbildung und Theater
Loibl absolvierte eine Schauspielausbildung an der Westfälischen Schauspielschule Bochum.
Sein erstes Engagement erhielt er am Düsseldorfer Schauspielhaus; dort war er von 1994 bis 1996 im Engagement und arbeitete unter anderem mit den Regisseuren Werner Schroeter und Urs Troller zusammen. Von 1996 bis 1998 war er am Volkstheater München engagiert, wo er 1997/1998 unter der Regie von Wolfgang Maria Bauer in dem Schauspiel Die Glasmenagerie auftrat. Es folgten weitere Engagements am Schauspielhaus Zürich (1998) und am Staatstheater Stuttgart (1998–2000). In der Spielzeit 1998/99 spielte er dort den Shylock in Lessings Traum von Nathan dem Weisen von Elmar Goerden; die Berliner Zeitung lobte die „großartige Besetzung“ der Rolle mit Thomas Loibl. Weitere Rollen Loibls am Staatstheater Stuttgart (ebenfalls unter der Regie von Elmar Goerden) waren: der Stationsvorstand Thomas Hudetz in dem Schauspiel Der jüngste Tag von Ödön von Horváth in der Spielzeit 1999/2000 und der Detektiv Stader in dem Schauspiel Die Schwärmer von Robert Musil (ebenfalls Spielzeit 1999/2000). In der Spielzeit 2000/01 trat er an den Münchner Kammerspielen in der Rolle des Petrik in dem Theaterstück Die Parasiten von Marius von Mayenburg (Regie: Florian Boesch) auf.
Von 2001 bis 2009 war Loibl festes Ensemblemitglied am Bayerischen Staatsschauspiel. Seine wichtigsten Rollen dort waren: Parzival in Das Spiel vom Fragen von Peter Handke (Premiere: Oktober 2001 im Residenztheater; Regie: Elmar Goerden), Robert in Das Friedensfest von Gerhart Hauptmann (Premiere: Dezember 2002 im Residenztheater; Regie: Thomas Langhoff), Unteroffizier/Lahoussine in Die Wände von Jean Genet (Premiere: März 2003 im Residenztheater; Regie: Dieter Dorn), Lucio in Maß für Maß (Premiere: Mai 2004 im Residenztheater; Regie: Dieter Dorn), die Titelrolle in Theodor, Herzog von Gotland von Christian Dietrich Grabbe (Premiere: Oktober 2004 im Residenztheater; Regie: Tina Lanik), Oskar in Geschichten aus dem Wiener Wald (Premiere: Oktober 2005 im Residenztheater; Regie: Barbara Frey), Robert Dudley in Maria Stuart (Premiere: Januar 2006 im Residenztheater; Regie: Amélie Niermeyer), der Sekretär Camille Chandebise in Floh im Ohr von Georges Feydeau (Premiere: Oktober 2006 im Residenztheater; Regie: Dieter Dorn). In der Rolle des Sekretärs Chandebise vollführte Loibl eine „wahre Sprachakrobatik“; er „wirkte als Stern in den Szenen.“ Weitere Rollen Loibls am Bayerischen Staatsschauspiel waren: George Garga in Im Dickicht der Städte (Premiere: November 2007 im Residenztheater; Regie: Tina Lanik), Oronte in Der Misanthrop (Premiere: April 2008 im Residenztheater; Regie: Hans-Joachim Ruckhäberle) und Kalaf in Turandot von Friedrich Schiller (Premiere: Juli 2009 im Residenztheater; Regie: Jens-Daniel Herzog).
Im Juli 2005 gastierte Loibl als Oskar in Horváths Schauspiel Geschichten aus dem Wiener Wald auch bei den Salzburger Festspielen. Seit 2009 arbeitet er als freiberuflicher Schauspieler. 2010 gastierte er am Schauspiel Köln. In der Spielzeit 2012/13 gastierte er am Schauspielhaus Zürich als Philinte in Barbara Freys Molière-Inszenierung Der Menschenfeind. In der Spielzeit 2013/14 war er dort festes Ensemblemitglied; er übernahm dort in Barbara Freys Inszenierung von Goldonis Der Diener zweier Herren die Rolle des Florindo.
2015 trat er als Gast am Residenztheater München auf, in der Rolle des Domitius Enobarbus in Antonius und Cleopatra in einer Neuinszenierung des Stücks von Thomas Dannemann. Von 2016 bis 2019 war er wieder festes Ensemblemitglied am Residenztheater München. In der Spielzeit 2016/17 übernahm er dort u. a. die Titelrolle in Iwanow (Regie: Martin Kušej) und die Rolle des Bauern John Proctor in Hexenjagd (Regie: Tina Lanik). In der Spielzeit 2016/17 übernahm er außerdem ab Januar 2017 die Titelrolle in Andreas Kriegenburgs Macbeth-Inszenierung. Ab März 2017 verkörperte er die Rolle der Transsexuellen Elvira Weishaupt nach Fassbinders Film In einem Jahr mit 13 Monden in einer Inszenierung des polnischen Regisseurs Aureliusz Śmigiel. In den Jahren 2019 und 2020 hatte er Gastauftritte am Burgtheater in Wien.

### Film und Fernsehen
Loibl ist schwerpunktmäßig als Theaterschauspieler und Bühnendarsteller tätig. Er übernahm jedoch seit 2005 auch diverse Rollen im Film und im Fernsehen. Mittlerweile wirkte er in über 50 Film- und Fernsehproduktionen mit.
In dem zweiteiligen Fernsehfilm Gottes mächtige Dienerin (2011) hatte Loibl als römisch-katholischer Pater Andreas eine der Hauptrollen. In der Kinokomödie Sommer in Orange (2011) verkörperte er die Rolle des charismatischen Bhagwan-Ober-Gurus Prem Bramama. In dem Märchenfilm Die Sterntaler (2011) spielte er die Rolle des Königs. In dem Spielfilm Ende der Schonzeit (2012) verkörperte er den „Dorf-Nazi“ Walter, den besten Freund des Schwarzwald-Bauern Fritz. In der Romanverfilmung Die Vermessung der Welt (2012) hatte er eine kleine Rolle als Barbier.
In dem ZDF-Fernsehfilm Obendrüber, da schneit es (2012) spielte er Michael, einen alleinerziehenden Vater, der am Weihnachtsfest zunächst kein echtes Vertrauensverhältnis zu seiner Tochter aufbauen kann. Im April 2013 war er in der ZDF-Krimiserie Kommissarin Lucas in der Episode Lovergirl als „arroganter“, zwielichtiger BKA-Mann Walter Jensen zu sehen. Im Wilsberg-Krimi Mundtot (2014) war er Herr Kaiser, ein Banker der Inkassoabteilung von Wilsbergs Hausbank. Im Spreewaldkrimi: Die Tote im Weiher (2014) verkörperte er Charlie Matzke, einen aufstrebenden Kommunalpolitiker. Im Polizeiruf 110: Der Preis der Freiheit (2016) spielte er Lutz Piatkowski, den Initiator und Kopf einer „Bürgerwehr“. Im September 2016 war er in dem ZDF-Fernsehfilm Was im Leben zählt, einer Fortsetzung von Obendrüber, da schneit es, wieder als alleinerziehender Vater Michael zu sehen.
Im SWR-Tatort: Wofür es sich zu leben lohnt (Erstausstrahlung: Dezember 2016) stellte er den fremdenfeindlichen Politiker Josef Krist dar. In der 6-teiligen Fernsehserie Charité (Erstausstrahlung ab März 2017) verkörperte er Bernhard Spinola, den langjährigen Verwaltungsdirektor der Charité. In dem ZDF-Fernsehfilm Brandnächte (Erstausstrahlung: November 2017) spielte er den Journalisten Nick Gerber, den Ehemann der Münchner Anwältin Julia (Sophie von Kessel), die in ihr Heimatdorf im Voralpenland zurückkehrt, um die Wahrheit über den Tod ihrer vor acht Jahren ermordeten Schwester herauszufinden. In der ZDF-Krimireihe Helen Dorn war er in dem Film Schatten der Vergangenheit (Erstausstrahlung: März 2018) der Gutsbesitzer und Familienvater Robert Lorenz, der das Kindermädchen (Barbara Prakopenka) seiner Tochter vergewaltigt haben soll. Im Kieler Tatort: Borowski und das Haus der Geister (Erstausstrahlung: September 2018) verkörperte er Kommissar Borowskis ehemals engen Freund und Ex-Richter Frank Voigt, der verdächtigt wurde, am Verschwinden seiner Frau beteiligt gewesen zu sein, aber aus Mangel an Beweisen frei kam. In dem zweiteiligen TV-Film Bier Royal (2018) verkörperte er Constantin von Spreti, den Chefredakteur eines Münchner Klatschblatts. Im Tatort: Die Pfalz von oben (Erstausstrahlung: November 2019) spielte Loibl den korrupten Polizisten Ludger Trump, der schließlich zugibt, seinen eigenen Kollegen, den jungen, engagierten Polizisten Benny Hilpert (Max Schimmelpfennig) getötet zu haben, da dieser kurz davor stand, Trumps Fehlverhalten zu entdecken. In dem tragi-komischen Fernsehfilm Annie – kopfüber ins Leben (2020) verkörperte Loibl, an der Seite von Bernadette Heerwagen, den verzweifelten Ehemann Ralf, der nach sechzehn Jahren Ehe das körperliche Interesse an seiner Frau verloren hat und sich vor den Kopf gestoßen fühlt, als er erfährt, dass seine Frau nach einem One-Night-Stand mit ihrem attraktiven Fitnesstrainer (Eugene Boateng) ungewollt schwanger wurde.

### Sprechertätigkeiten
Loibl ist außerdem als Sprecher von Hörbüchern tätig. Er las unter anderem Texte von Agatha Christie (Mord im Pfarrhaus), James Joyce, Neil MacGregor (Shakespeares ruhelose Welt) und Claudia Ott (101 Nacht) auf CD ein. Die CDs erschienen bei dem Label Der Hörverlag und im Argon Verlag.

### Auszeichnungen
2004 erhielt er den Bayerischen Kunstförderpreis für Darstellende Kunst sowie den Förderpreis des Kurt-Meisel-Preises. 2010 gehörte Loibl zu den Trägern des Kurt-Meisel-Preises des Vereins der Freunde des Bayerischen Staatsschauspiels für seinen Beitrag zur Reihe Kinder-Buch-Theater. 2017 erhielt er erneut den Kurt-Meisel-Preis.

## Filmografie (Auswahl)
- 2006: Franziskas Gespür für Männer (Fernsehfilm)
- 2009: Hinter blinden Fenstern (Fernsehfilm)
- 2009: Hanna und die Bankräuber (Fernsehfilm)
- 2009: Horst Schlämmer – Isch kandidiere!
- 2010: Picco
- 2011: Gottes mächtige Dienerin
- 2011: Sommer in Orange
- 2011: Die Sterntaler (Fernsehfilm)
- 2012: Ende der Schonzeit
- 2012: Die Vermessung der Welt
- 2010: Mord mit Aussicht – Scharfe Bräute, ganze Kerle
- 2012: Heiter bis tödlich: Hubert und Staller – Villa … gekauft wie gesehen (Fernsehserie)
- 2012: Obendrüber, da schneit es (Fernsehfilm)
- 2013: Notruf Hafenkante – Retter in der Not (Fernsehserie)
- 2013: 3096 Tage
- 2013: Einfach die Wahrheit
- 2013: Kommissarin Lucas – Lovergirl (Fernsehreihe)
- 2013: Zeit der Helden (Fernsehserie)
- 2013: Heiter bis tödlich: Zwischen den Zeilen – Ruhe sanft Paul (Fernsehserie)
- 2014: Wilsberg: Mundtot (Fernsehreihe)
- 2014: Der Bulle und das Landei – Von Mäusen, Miezen und Moneten
- 2014: Spreewaldkrimi: Die Tote im Weiher (Fernsehreihe)
- 2015: Im Zweifel (Fernsehfilm)
- 2015: Simon sagt auf Wiedersehen zu seiner Vorhaut
- 2015: Unter anderen Umständen – Das verschwundene Kind
- 2015: Marie Brand und der schöne Schein
- 2016: Polizeiruf 110: Der Preis der Freiheit (Fernsehreihe)
- 2016: Toni Erdmann
- 2016: Was im Leben zählt (Fernsehfilm)
- 2016: Tatort: Wofür es sich zu leben lohnt (Fernsehreihe)
- 2017: Charité (Fernsehserie)
- 2017: Sommerhäuser
- 2017: Sommerfest
- 2017: Krieg
- 2017: Brandnächte (Fernsehfilm)
- 2018: Helen Dorn: Schatten der Vergangenheit (Fernsehreihe)
- 2018: Polizeiruf 110: Starke Schultern (Fernsehreihe)
- 2018: Tatort: Borowski und das Haus der Geister (Fernsehreihe)
- 2018: Die kleine Hexe
- 2018: Sieben Stunden (Fernsehfilm)
- 2018: Bier Royal (Fernsehfilm)
- 2019: Kühn hat zu tun (Fernsehfilm)
- 2019: Das Ende der Wahrheit
- 2019: Tatort: Die Pfalz von oben (Fernsehreihe)
- 2020: Eine harte Tour (Fernsehfilm)
- 2020: Annie – kopfüber ins Leben (Fernsehfilm)
- 2020: Jackpot
- 2021: Die Luft, die wir atmen (Fernsehfilm)
- 2021: Schneller als die Angst (Fernsehserie)
- 2022: Die Wannseekonferenz (Fernsehfilm)
- 2022: Eingeschlossene Gesellschaft
- 2022: Annie und der verliehene Mann
- 2022: Annie und das geteilte Glück
- 2022: Strafe – Der Taucher (Fernsehreihe)
- 2023: Hubert ohne Staller – Eine Frau für gewisse Stunden (Fernsehserie)
- 2024: Reset – Wie weit willst du gehen?, 6 Folgen
- 2024: Unschuldig – Der Fall Julia B.
- 2024: Konklave (Conclave)
- 2024: Herrhausen – Der Herr des Geldes (Miniserie)
- 2024: Tatort: Colonius
- 2025: Ungeduld des Herzens
- 2025: Altweibersommer
- 2025: High Stakes (Fernsehserie)

## Hörspiele und Hörbücher (Auswahl)
- 2019: Giuseppe Tomasi di Lampedusa: Der Leopard – Ungekürzte Lesung, 576 Min. Regie: Antonio Pellegrino, Produktion: Bayerischer Rundfunk[29] in Zusammenarbeit mit Osterwold Audio bei Hörbuch Hamburg, ISBN 978-3-86952-429-0.